# ECW One Night Stand (2006)
ECW One Night Stand (2006) — второе по счёту шоу One Night Stand, PPV-шоу производства американского рестлинг-промоушна World Wrestling Entertainment (WWE). Шоу прошло 11 июня 2006 года в «Хаммерстайн Боллрум» в Нью-Йорке, Нью-Йорк, США. Как и в предыдущем году, хотя на шоу выступали рестлеры из дивизионов WWE Raw и SmackDown!, это мероприятие в первую очередь было организовано как шоу воссоединения рестлеров из бывшего промоушена Extreme Championship Wrestling (ECW), который распался в 2001 году, после чего WWE приобрела активы ECW в 2003 году. Незадолго до этого события WWE также создала третий бренд под названием ECW для рестлеров из бывшего промоушена и новых талантов. Это событие, в свою очередь, стало первым PPV-шоу WWE, в котором участвовал бренд ECW.
Главным событием было противостояние Джона Сины и Роба Ван Дама за титул чемпиона WWE, который Ван Дам выиграл после вмешательства Эджа.

## Результаты
| №                             | Матч                                                                                      | Тип матча                                                            | Время |
| ----------------------------- | ----------------------------------------------------------------------------------------- | -------------------------------------------------------------------- | ----- |
| 1                             | Тэзз победил Джерри Лоулера                                                               | Одиночный матч                                                       | 0:35  |
| 2                             | Курт Энгл победил Рэнди Ортона                                                            | Одиночный матч                                                       | 15:07 |
| 3                             | The F.B.I. (Малыш Гвидо и Тони Мамалюк) (с Большим Гвидо) победили Супер Крейзи и Таджири | Командный матч                                                       | 12:24 |
| 4                             | Рей Мистерио (c) против Сабу закончился без результата                                    | Матч по экстремальным правилам за титул чемпиона мира в тяжёлом весе | 9:10  |
| 5                             | Эдж, Мик Фоли и Лита победили Терри Фанка, Томми Дримера и Белу Макгилликатти             | Хардкорный матч                                                      | 18:45 |
| 6                             | Боллс Махони победил Масато Танаку                                                        | Матч по экстремальным правилам                                       | 5:03  |
| 7                             | Роб Ван Дам победил Джона Сину (c)                                                        | Матч по экстремальным правилам за титул чемпиона WWE                 | 20:40 |
| (c) — чемпион на начало матча |                                                                                           |                                                                      |       |